# Роман Олегович
Роман Олгович (1237 — 1270) — велики кнез рјазански (1258—1270), православни светац, једини син Олега Ингваревича Красног.

## Биографија
Принц Роман Олгович Рјазански рођен је непосредно пре татарске инвазије на руску земљу, 1237. године. По кнежевском обичају родитељи су му дали словенско име Јарослав, а на крштењу су га назвали Роман. Романово детињство и младост пали су у први период монголско-татарске окупације, што је оставило трага у судбини Романа. Његовог оца, принца Олега Ингваревича, заробио је Бату-кан. Није познато како је млади принц Роман преживео најезду Татара. Постоји претпоставка да га је у Муром одвео епископ Рјазански Јефросин Светогорац.
Године 1252. његов отац, Олег Ингваревич Красни, вратио се у своју домовину након четрнаестогодишњег заточеништва, а 1258. године, осећајући приближавање смрти, принц Олег је пострижен у схиму са именом Козма. Пренео је престо свом сину Роману и мирно умро.
Роман Олгович је сео на престо после смрти свог оца 20. марта 1258. године, принц Роман је ступио на престо огромне Рјазанске кнежевине, која се у то време полако опорављала од татарског погрома. Кнез Роман Олгович је преузео контролу над кнежевином и током дванаест најтежих година своје владавине успео да спасе Рјазањску земљу од новог пустошења.
У то време, кан Берке је умро у Хорди, а Мунглетемур је преузео власт. Покоравајући се Темиру беспоговорно, рјазански кнез је испунио захтеве новог владара. Ово је трајало четири године .
Током прикупљања данка од стране Хорде Баскака, он им није пружио одговарајућу помоћ, саосећајући са становништвом кнежевине.
Једног дана један од Баскака јавио је кану Мунглетемур да је племенити принц Роман хулио на кана и његову веру. Било је људи који су потврдили клевету. Верујући у клевету, Темир се наљутио на кнеза и наредио му да се одмах појави у Хорди.
Отишавши код хана, племенити кнез Роман поделио је међу синовима наследство своје кнежевине и причестио се Светим Христовим Тајнама. У Хорди је свети кнез, према хроничару, „оправдао клевету, али је Баскак поверовао татарским кнезовима, и они су га почели присиљавати да прихвати њихову веру“.
Кан Мунглетемур је 1270. позвао Романа у Хорду и наредио му да изабере једну од две ствари: или мучеништво или татарску веру. Кнез је одговорио да се он, покоран вољи Божијој, покорава хановој власти, али га нико неће натерати да промени веру.
Татари су почели да туку кнеза, а затим га у ланцима бацили у тамницу. Ујутро 19. јула изведен је на стрељање. Роман Олегович поче да говори окупљеном народу, међу којима је било много Руса, о светости вере Христове – одсекоше му језик. Затим су му извадили очи, одсекли прсте на рукама и ногама, одсекли уши и усне, нос, одсекли руке и ноге[2].
Предање каже да су свете мошти мученика Романа Рјазанског тајно пренете у Рјазањ и тамо са поштовањем сахрањене. Место сахране остаје непознато. Црквено поштовање благоверног кнеза Романа као светитеља почело је одмах после његове мученичке кончине. Савременици су га називали новомучеником и упоређивали са великомучеником Јаковом Персијанцем (†421; помен 27. новембра (10. децембра). Летопис о светитељу каже: „Купи себи Царство Небеско са страшћу и прими венац од рука Господња са твојим сродником, великим кнезом черниговским Михаилом Всеволодовичем, пострадаше по Христу за веру православну .
1812. године, на дан сећања на верног кнеза Романа, руске трупе су однеле прву победу код Кљастиција. У знак сећања на ово, на зиду московске цркве у част Христа Спаситеља насликан је лик светог кнеза Романа.
Према предању, племенити принц је на иконама приказан овако: „Кнез није стар, са светлокосом, коврџавом косом која му је у танком таласу падала на рамена, у самуровом капуту на раменима, у сомотској поткошуљи; десна рука је испружена за молитву, а лева држи град са црквом. Од 1854. године у Рјазању се одржава литија и молебан на дан сећања на Светог Романа. Године 1861. у Рјазању је освећена црква у част принца Романа. Тренутно, у главном олтару Рјазанске катедрале Бориса и Глеба налази се преносни трон, посвећен у име светог племенитог кнеза Романа Рјазанског. За време Свете Литургије у овом саборном храму, уз храмовне и обичне тропаре, пева се и тропар страдалнику Роману, мудром организатору Рјазанске земље, молитвенику, исповеднику, браниоцу вере православне.